# 巴斯托涅区
巴斯托涅区（法語：Arrondissement de Bastogne）是比利時瓦隆大区盧森堡省的一个区。該區轄有8個市鎮，面積1,043.00平方公里，2020年1月1日年人口為49076人。

## 市鎮
巴斯托涅区下辖以下市镇：
- 巴斯托涅（Bastogne）
- 福维莱（Fauvillers）
- 古维（Gouvy）
- 烏法利茲（Houffalize）
- 圣奥德（Sainte-Ode）
- 叙尔河畔沃（Vaux-sur-Sûre）
- 维尔萨姆（Vielsalm）